# Senhor de Murça
Senhor de Murça é um título nobiliárquico criado por D. João I de Portugal em data desconhecida, mas com toda a probabilidade cerca do ano de 1384, em favor de Gonçalo Vaz Guedes, antes 1.º Senhor do Areiro e de Lamas de Orelhão, com seus termos, e dos Cortiços e dos Nuzelos, da terra de Lombo e de Vale de Paço, de juro e herdade, em 24 de julho de 1384.
A extensão territorial e jurisdicional dos senhorios dos Vaz Guedes foi notável. Com efeito, segundo o historiador António Manuel Espanha, nas vésperas da Restauração de 1640, na província de Trás-os-Montes a coroa tinha jurisdição somente nas comarcas de Miranda do Douro e Moncorvo, em Algoso (que fora de uma Ordem Militar), e nos concelhos da linhagem dos Sampaio, senhores (sem jurisdição) de Vila Flor. O restante da província era composto "por grandes manchas senhoriais", em que se destacavam "os duques de Bragança, os marqueses de Vila Real e os Guedes de Murça".
Titulares
1. Gonçalo Vaz Guedes, 1.º Senhor de Murça, Torre de Dona Chama, Água Revés e Brunhais de juro e herdade;
2. Pedro Vaz Guedes, 2.º Senhor de Murça, Torre de D. Chama, Água Revés e Brunhais de juro e herdade;
3. Gonçalo Vaz Guedes, 3.º Senhor de Murça, Torre de D. Chama, Água Revés e Brunhais de juro e herdade;[3]
4. Pedro Vaz Guedes, 4.º Senhor de Murça, Torre de D. Chama, Água Revés e Brunhais de juro e herdade;
5. Simão Guedes, 5.º Senhor de Murça, Torre de D. Chama, Água Revés e Brunhais de juro e herdade;
6. Lourenço Guedes, 6.º Senhor de Murça, Torre de D. Chama, Água Revés e Brunhais de juro e herdade;
7. Filipa Guedes, 7.ª Senhora de Murça, Torre de D. Chama, Água Revés e Brunhais de juro e herdade;
8. Pedro Guedes, 8.º Senhor de Murça, Torre de D. Chama, Água Revés e Brunhais de juro e herdade;
9. Simão Guedes, 9.º Senhor de Murça, Torre de D. Chama, Água Revés e Brunhais de juro e herdade;
10. Pedro Guedes de Miranda, 10.º Senhor de Murça, Torre de D. Chama, Água Revés e Brunhais de juro e herdade;
11. Luís Guedes de Miranda, 11.º Senhor de Murça, Torre de D. Chama, Água Revés e Brunhais de juro e herdade;
12. D. Miguel de Abreu Soares de Vasconcelos e Brito Barbosa Palha, 12.º Senhor de Murça, Torre de D. Chama, Água Revés e Brunhais de juro e herdade, Senhor do Morgado da Fonte Boa, Senhor do Morgado de Vilar da Ordem, Senhor do Morgado de Nossa Senhora da Ajuda de Sameice, Senhor do Morgado da Quinta de Nespereira;
13. D. João Domingos de Melo e Abreu Soares Barbosa Palha, 13.º Senhor de Murça, Torre de D. Chama, Água Revés e Brunhais de juro e herdade, Senhor de Castro Daire, Senhor do Morgado da Fonte Boa, Senhor do Morgado de Vilar da Ordem, Senhor do Morgado de Nossa Senhora da Ajuda de Sameice, Senhor do Morgado da Quinta de Nespereira, Senhor do Morgado da Figueira;
14. D. Miguel António de Melo e Abreu Soares de Brito Barbosa Palha de Vasconcelos Guedes, 14.º Senhor de Murça, Torre de D. Chama, Água Revés e Brunhais de juro e herdade e 1.º Conde de Murça, Senhor de Castro Daire, Senhor do Morgado da Fonte Boa, Senhor do Morgado de Vilar da Ordem, Senhor do Morgado de Nossa Senhora da Ajuda de Sameice, Senhor do Morgado da Quinta de Nespereira, Senhor do Morgado da Figueira.